# Hurstville, New South Wales
Hurstville este o suburbie în Sydney, Australia.